# Kedungbendo (Arjosari)
Kedungbendo is een bestuurslaag in het regentschap Pacitan van de provincie Oost-Java, Indonesië. Kedungbendo telt 2368 inwoners (volkstelling 2010).